# Свиридов, Вадим Васильевич
Вадим Васильевич Свиридов (9 апреля 1931, деревня Вязынь, Вилейский район, Минская область — 12 апреля 2002) — советский химик. Академик Национальной академии наук Белоруссии (1989; член-корреспондент с 1980). Доктор химических наук (1973), профессор (1975). Заслуженный деятель науки БССР (1976).

## Биография
Родился 9 апреля 1931 г. в д. Вязынь Вилейского района Минской обл. В 1947 г. (в 16 лет) он поступил на химический факультет Белорусского государственного университета, где прошёл путь от студента до академика. После окончания аспирантуры и защиты кандидатской диссертации с 1955 г. стал преподавателем химического факультета. С 1958 г. работал доцентом, а в 1965 г. возглавил кафедру неорганической химии, где выполнял функции заведующего кафедрой до последних дней. В 1973 г. В.В. Свиридов защитил докторскую диссертацию, а в следующем году ему было присвоено звание профессора. В 1980 г. В.В. Свиридов был избран членом-корреспондентом Академии наук БССР, а в 1989 г. – академиком.
Научные направления деятельности В.В. Свиридова охватывают несколько областей химии твердого тела, фотохимии, неорганической химии. В.В. Свиридовым и его учениками установлены закономерности формирования и роста частиц твердой фазы металла при термолитических, фото- и радиационно-химических превращениях солей металлов; закономерности сенсибилизации твердыми телами фотохимических и радиационно-химических превращений на поверхности твердых тел; особенности фотохромных процессов в микрогетерогенных системах на основе халькогенидов ртути и серебра; обнаружен эффект значительного повышения светочувствительности в микрогетерогенных системах, содержащих два галогенида тяжелых металлов, а также эффект фотоактивирования тонкопленочных систем галогенид тяжелого металла - малые частицы металлов.
Важным итогом исследований в области синтеза, изучения структуры и превращений в наноструктурированных системах на основе металлов, оксидов и халькогенидов металлов явилось установление путей получения металлов с регулируемым размером частиц, а также условий формирования в водной среде наноструктурированных волокон из ферромагнитных металлов и сплавов, определение закономерностей формирования при химическом и электрохимическом восстановлении из растворов наноструктурированных и аморфных биметалических пленок, в том числе пленок с неравновесным составом, путей управления их коррозионной устойчивостью и механическими свойствами. Под руководством В.В. Свиридова изучены закономерности анодно-плазменного окисления поверхности алюминия и других металлов и создан ряд технологических процессов получения оксидных покрытий на поверхности металлов. Разработаны п ринципы получения наногетерогенных оксидных структур (керамик и тонких пленок), пригодных для использования в качестве активных элементов селективных газовых полупроводниковых сенсоров. В развитие исследований, начатых В.В. Свиридовым, в НИИ физико-химических проблем БГУ успешно проводятся работы в области физико-химии квантово-размерных полупроводников, а также электрохимии и фотоэлектрохимии полупроводниковых систем и композитов на основе электропроводящих полимеров.
Педагогическая деятельность Вадима Васильевича Свиридова - это лекционные курсы, читаемые им долгие годы по неорганической химии, химии твердого тела и ряду спецкурсов, а также проводимые на кафедре неорганической химии более 30 лет по его инициативе и под его руководством работы по актуальным проблемам педагогики высшей и средней школы. Разработка принципов индивидуального подхода в обучении студентов и подготовка нескольких одаренных выпускников по шестилетнему плану обучения уже в начале 90-х годов во многом определили создание института магистратуры в Белорусском государственном университете и Республике в целом, а также переход в 2001 - 2002 учебном году на двухуровневую систему обучения в вузе. На кафедре неорганической химии, одной из первых в стране, начиная с 80-х годов XX века, широко применялось тестирование в компьютерном и безмашинном вариантах. Одним из первых вузов в стране БГУ использовал обучающе-контролирующие системы ЭВОС и АТОС, в создании которых принимали участие преподаватели кафедры, возглавляемой В.В. Свиридовым. Ввел в ранг обязательной научно-методическую деятельность преподавателей на возглавляемой им кафедре. В.В. Свиридов является автором 4-х учебных пособий, каждое из которых вышло двумя изданиями, большого количества статей по проблемам педагогики.
Вадим Васильевич Свиридов стоял у истоков создания НИИ физико-химических проблем БГУ и возглавлял его на протяжении 15 лет, оставаясь заведующим кафедрой неорганической химии. Он входил в состав научных советов Академии наук СССР, был заместителем Председателя Совета фонда фундаментальных исследований Республики Беларусь, председателем советов по защитам диссертаций, членом редакционных коллегий журналов, главным редактором журнала "Хімія: праблемы выкладання", членом экспертного совета ВАК Беларуси. По его инициативе было создано и успешно работало около десяти лет научно-методическое объединение преподавателей общей и неорганической химии вузов республики. В 1976 г. В.В. Свиридову было присвоено почетное звание Заслуженного деятеля науки БССР, а в 1998 г. - награждён медалью Франциска Скорины.
В.В. Свиридов создал школу в области фотохимии и осаждения пленок металлов из растворов, известную далеко за пределами Республики, и подготовил достойную смену. Под его руководством выполнено 70 кандидатских и 7 докторских диссертаций, он автор более 450 научных работ, в т. ч. 7 монографий, имеет более 120 изобретений.
В память о В.В. Свиридове химический факультет и НИИ физико-химических проблем, начиная с 2003 года, проводят Международную конференцию по химии «Свиридовские чтения».
Академик В.В. Свиридов удачно сочетал талант ученого-исследователя и педагога. Он много сделал для организации преподавания в университете химии на современном уровне, разработанная под его руководством программа курса неорганической химии была в свое время принята в качестве типовой для высших учебных заведений химического профиля всего Советского Союза. В.В. Свиридов был автором целого ряда учебных пособий, на которых выросли поколения университетских химиков, создателем журнала «Химия: проблемы преподавания». Именно в результате его усилий сложился единый комплекс «химический факультет – НИИ физико-химических проблем» – уникальная учебная и исследовательская структура, являющаяся одним из залогов высокого качества подготовки специалистов-химиков для научного комплекса, системы образования и промышленности нашей страны.
Академик В.В. Свиридов скончался 13 апреля 2002 г.
Автор более 450 научных работ, в том числе 3 монографий и 4 учебных пособий, более 120 изобретений.

## Награды
- Медаль Франциска Скорины (1998).
- Заслуженный деятель науки БССР (1976).

## Научные работы
- Фотохимия и радиационная химия твердых неорганических веществ. Ч. 1. Мн., 1964.